# Anna Malle

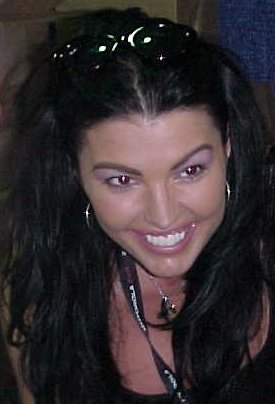
Anna Malle (2000)

Anna Malle (bürgerlicher Name Anna Hotop-Stout; * 9. September 1967 bei Havana, Illinois; † 25. Januar 2006 in Las Vegas) war eine der profiliertesten US-amerikanischen Pornodarstellerinnen.
Anna Malle wuchs in Fort Madison auf. Seit 1993 war sie im US-amerikanischen Pornobusiness aktiv. In ihrer Karriere drehte sie bis 2005 über 300 Filme, viele davon mit bekannten Regisseuren und Darstellern wie Max Hardcore, Ed Powers oder ihrem Ehemann Hank Armstrong. Ihre wohl bekannteste Rolle spielte sie in Snoop Dogg’s Doggystyle (2000), einem Video des Rapstars Snoop Dogg, produziert von Larry Flynt (Hustler), bei dem Snoop Dogg selbst (unter dem Pseudonym „Michael J. Corleone“) Regie führte. Hierbei handelt es sich um eine avantgardistische Produktion, die Hip-Hop-Musik und harte Pornographie miteinander vereint. Diese neuartige Kombination erwies sich als großer wirtschaftlicher Erfolg: Der Film gewann den Award als „Top Selling Release of the Year“ bei den AVN Awards im Jahr 2002.
Neben ihren Filmauftritten tourte sie auch als Stripperin durch die USA. Außerdem arbeitete sie für den Playboy Channel und den Kabelkanal HBO. Einen kleinen Auftritt im Mainstreamfilm hatte sie 2001 in dem Film Joyride – Spritztour des Regisseurs John Dahl.
Mit 38 Jahren starb Malle nach einem Autounfall in der Nähe von Las Vegas. Sie wurde 2007 postum in die XRCO Hall of Fame und die NightMoves Hall of Fame sowie 2013 in die AVN Hall of Fame aufgenommen.